# ブラジルのサッカー

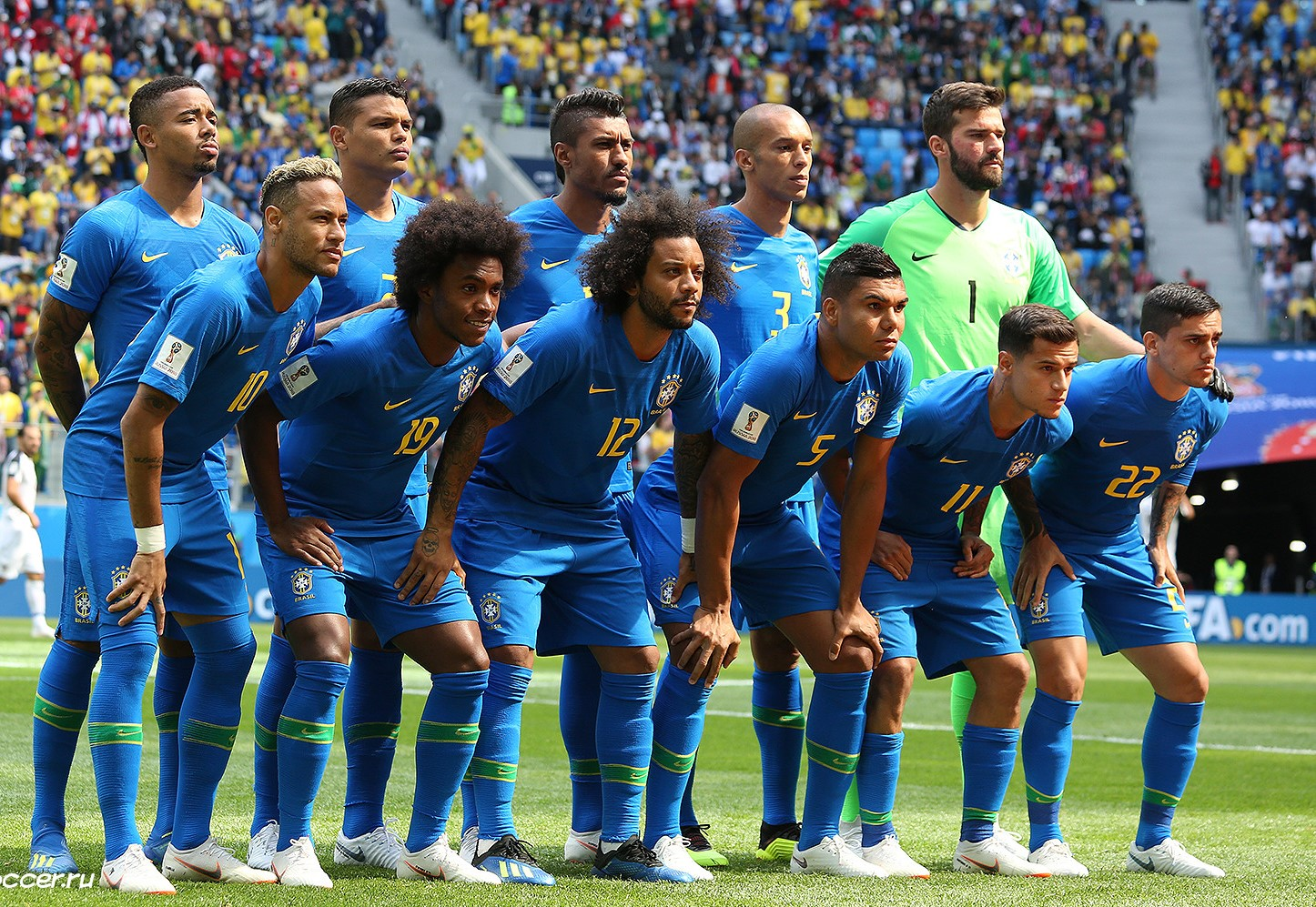
サッカーブラジル代表（2018 FIFAワールドカップ）

ブラジルのサッカーでは、ブラジルにおけるサッカー競技について記述する。

## 特徴
サッカーはブラジルでは最も人気の高いスポーツであり、男女分け隔てなく盛んに行われている。さらには国民的なアイデンティティーでもあり、他にもフットサルやビーチサッカー、ブラインドサッカーも盛んである。
ブラジルサッカー連盟によって統括されている男子ブラジル代表チームは、FIFAワールドカップで1958年、1962年、1970年、1994年、2002年と世界最多の計5回優勝している。ブラジルはドイツとともに、予選に参加したすべてのワールドカップで本戦に出場している数少ないチームの一つである。また、ブラジルはこれまでに開催されたワールドカップ全大会に参加した唯一のチームでもある。1970年にブラジルが3回目のワールドカップを獲得した後、ジュール・リメ・トロフィーの永久保持を許された。ブラジルはまた、リオデジャネイロで開催された2016年夏季オリンピックで金メダルを獲得している。
サッカー史上最高の選手の一人であるペレは、ワールドカップに4度出場し3度の優勝に導いた。ペレの他、ガリンシャ、ジーコ、ロマーリオ、リバウド、ロナウド、ロナウジーニョ、カカ、ネイマールなど、代表チームの主力選手はスーパースターと見なされ、国際的にも名声を得て、高額なスポーツ契約を結んだり広告塔としても活躍している。

## 歴史
ブラジルにサッカーが伝えられたのは南米ではアルゼンチン・ウルグアイの次だった。ポルトガル領であったが1822年に独立。ブラジルにサッカーをもたらしたのは英国人ブラジル人のチャールズ・ウイリアム・ミラーである。ミラーはスコットランド系英国人の息子としてサンパウロで生まれイングランド南部のササンプトンに留学した。ササンプトンではとりわけ夢中になったのはサッカーだった。ミラーは1894年にブラジルに帰国した際、サッカーのルールブックとボール、シューズ、ユニフォームなど用具一式を持ち帰った。そして「サンパウロ・アスレチック・クラブ」を創設。サッカーの普及に努めた。
ブラジルサッカーに大きな2つの変化を契機として、飛躍的なレベルアップを遂げる。最初の変化は、白人と黒人の混血の選手や黒人選手がプレーするようになったことである。黒人との混血の選手で始めてサッカークラブでプレーしたのはアルトゥール・フリーデンライヒであった。フリーデンライヒは、ブラジル代表のメンバーにも選ばれた。
黒人選手で最初にスター選手となったのがレオニダス・ダ・シルバである。アクロバティックなプレーが得意で当時のブラジルの最高の人気選手となった。さらに大きな変化は、サッカーの収入だけで生活するフルタイムのプロ選手が登場しプロリーグがはじまったことである。ブラジル各地でサッカークラブが設立され、それぞれの州でリーグ戦が行われるようになった。

## 年譜
- 1920年 - ブラジル全土のうち15州でリーグ戦が行われていた[3]。
- 1958年 - 1958 FIFAワールドカップで大会初優勝。世界最高の左サイドバックと言われたニウトン・サントス、中盤に「フォーリャ・セッカ」のジジ、前線に当時まだ17歳でその後「サッカーの王様」となるペレ、世界最高のドリブラーのガリンシャ左MFのザガロたの名手が揃っていた[3]。
- 1962年 - 1962 FIFAワールドカップでも優勝し大会連覇達成。ペレとガリンシャがさらに成長しており、ジジ、ザガロ、ジャウマ・サントス、ニウトン・サントスら前大会の主力メンバーもそっくり残っていた。ペレの代役として出場したアマリウドも活躍。
- 1965年 - サントスFCが5連覇。
- 1970年 - 1970 FIFAワールドカップで3度目の優勝。シュメール・リメ杯を永久保持。29歳となって世界最高の選手に成長していたペレ、右サイドを疾風のように駆け抜ける右ウイングのジャイルジーニョ、左足の芸術家リベリーノ、テクニックのトスタン、左足の強烈なシュートの持ち主ジェルソンなどのスターを揃えていた[3]。
- 1971年 - トスタンが南米年間最優秀選手賞を受賞。
- 1973年 - ペレが南米年間最優秀選手賞を受賞。
- 1975年 - ペレがニューヨーク・コスモスに移籍。
- 1977年、1981年、1982年 - ジーコが南米年間最優秀選手賞を受賞。
- 1983年 - ソクラテスが南米年間最優秀選手賞を受賞。ジーコがイタリア・ウディネーゼに移籍。
- 1989年 - ベベットが南米年間最優秀選手賞を受賞。
- 1992年 - ベベットがスペインのデポルティーボ・ラ・コルーニャに移籍。
- 1994年 - 1994 FIFAワールドカップで4度目の優勝。戦術は守備的なサッカーであった。ロマリオとべべートとという優れたストライカーをかかえ、マルシオ・サトスとアウダイールのDFは強力。大会後にはロナウドがオランダのPSVに移籍。
- 1994年 - カフーが南米年間最優秀選手賞を受賞。カフーがスペインのサラゴサに移籍。
- 2000年 - ロマーリオが南米年間最優秀選手賞を受賞。FIFAクラブ世界選手権でコリンチャンスが優勝。ヴァスコ・ダ・ガマが準優勝。
- 2001年 - ロナウジーニョがパリ・サンジェルマンに移籍。
- 2002年 - 2002 FIFAワールドカップで5度目の優勝を果たす。ロナウド、リバウド、ロナウジーニョ（通称3R）ら攻撃陣が機能する。
- 2005年 - FIFAクラブ世界選手権でサンパウロが優勝。
- 2006年 - FIFAクラブワールドカップでインテルナシオナルが優勝。
- 2008年 - サンパウロFC3連覇。
- 2009年 - ロナウドがブラジルのコリンチャンスに移籍。
- 2011年 - ネイマールが南米年間最優秀選手賞を受賞。ロナウジーニョがブラジルのフラメンゴに移籍。
- 2012年 - ネイマールが南米年間最優秀選手賞を受賞。クラブワールドカップでコリンチャンスが優勝。
- 2013年 - ロナウジーニョが南米年間最優秀選手章を受賞。ネイマールがFCバルセロナに移籍。
- 2014年 - 2014 FIFAワールドカップ開催。ブラジルは開催国であったが4位の結果に終わった。ネイマールが中心のチームとなるも、ラウンド8で腰椎を負傷した。
- 2016年 - リオデジャネイロ五輪開催。開催国で金メダル。オーバーエイジ枠でネイマールが参戦。
- 2021年 - 東京オリンピックに出場。金メダルを獲得し大会連覇を達成した。リシャルリソンが得点王となった。

## サッカー文化
サッカーは、ブラジルで最も人気のあるスポーツである。サッカーはすぐにブラジル人の情熱になった。ブラジル人はしばしば「oPaísdo Futebol 」（「サッカーの国」）と呼ばれる 世界中で10,000人以上のブラジル人がプロとしてプレーしている。
サッカーはブラジルの文化に大きな影響を与えている。それは、路上でサッカーをする若者や屋内のフテボル・デ・サラン畑のお気に入りの娯楽である。ワールドカップではブラジル人が集まり、人々は代表チームのプレーを見るために仕事を休んだり、雇用主が従業員が見られる場所を設定したりしている。大統領選挙は通常、ワールドカップと同じ年に開催され、批評家は、政党がサッカーによって生み出されたナショナリズムの急上昇を利用して政治に持ち込もうとすることを主張する。元ブラジル代表の選手はしばしば立法者に選出される。
サッカー史上最高の選手と評されるペレはワールドカップにおいて3回の優勝を経験している。ガリンシャ、ロマーリオ、リバウド、ロナウド、ロナウジーニョ、カカ、ネイマールは世界的に有名な選手である。これらの選手はスーパースターと見なされ、世界的な有名人の地位を獲得し、何百万という価値のあるスポーツ契約、広告契約を結んでいる。
ブラジルのサッカーのユニークな側面の1つは、ブラジル国家選手権（カンピオナート・ブラジレイロ）の重要性である。ブラジルでのゲームの初期の開発の大部分では、国の規模と高速輸送の欠如により、全国大会が実行不可能になったため、大会は州のトーナメントやトルネオリオサンパウロのような州間大会を中心にした。しかし、最近では、大陸大会や全国大会が1990年代初頭から関連性を増してきたため、このような選手権の重要性が切り下げられる傾向が高まっている。

### サポーター
サッカーは国民的スポーツであるがゆえに、サッカーの試合では熱狂的な観客が多く集まる。そのため、トラブルも多い。大きなサッカーの試合では観客が銃を隠し持っていないかどうかの手荷物検査がある。国際的な大会がブラジル国内で開かれる時は、特に問題となり、国際サッカー連盟も不安視することがある。騒動が殺人に発展することもあり、2013年7月には、選手から抗議を受けた審判が、その選手を持っていたナイフで刺し殺し、それに怒ったサポーターが審判を縛り上げて殺害するという事件が発生している。

## サッカースタイル
ブラジルのサッカーは、非常に特徴的かつ攻撃サッカーを基本スタイルとしている。たとえば、ドリブルはブラジルサッカーの重要な部分である。特に2010年のFIFAワールドカップ 南アフリカ大会では多くの人々やメディアが、監督だったドゥンガ（かつてはJリーグのジュビロ磐田でも活躍した。）の采配を批判した。ドゥンガはフレッジ、ロビーニョ、シシーニョなどの若手選手を積極的に起用した。その一方でベテランのカフー、エメルソン、ゼ・ロベルト、ロナウドなどは招集しなかった。ドゥンガは流れるようなパスワークといった芸術性よりも、プラグマティストで基本的かつ規律を遵守した組織的な守備重視の戦術を採用していた。2010 FIFAワールドカップにおけるブラジル代表は優勝候補に挙げながらも、決勝トーナメントでは準々決勝（ベスト8）でオランダに敗退した後、ドゥンガは解雇されマノ・メネーゼスが新監督となった。
以後、ネイマール、ルーカス・モーラ、パウロ・エンリケ・ガンソ、オスカルなどの若い才能を見出し、ブラジルは創造的なスタイルに戻るように努めている。なお、ドゥンガは2014年のFIFAワールドカップ ブラジル大会終了後、監督に復帰するも2018 FIFAワールドカップ南米予選では中位に苦しみ、さらに2016年のコパ・アメリカ・センテナリオではグループリーグ敗退に終わり、2016年6月14日に解任された。以後、チッチが監督を務めている。近年のヨーロッパリーグへの大規模な選手の移籍は、特にブラジルのサッカーのスタイルへこれがもたらす結果について、国内で多くの議論の的になっている。

### マリーシア
日本でプレーしたブラジル人選手が「日本選手にはマリーシアが足りない」と言ったことから、「マリーシア」というポルトガル語が日本でも有名になった。「マリーシア」簡単に言うと「ずる賢さ」のことだが、サッカーで「マリーシア」と言った場合、悪い意味はほとんどなくて。むしろ「よく気がつくこと」「インテリジェンス」といった意味に近い。

## ジンガ
映画『ジンガ』の冒頭、ブラジル人歴史家ルイ・カストロの言葉がスクリーンに映し出される。
ブラジル人選手には「ジンガ」が備わっていると言われている。ドリブルをする際、アルゼンチンの選手はボールに細かくタッチしながら、ボールの方向を変えて相手を交わす事が多い。これに対し、ブラジルの選手は状態を左右にゆすったりボールをまたいだりして相手を幻惑させ、相手の体のバランスをくずしてから一気にボールを運んで抜き去るのが普通である。このフェイントを掛けた時の上体の動きを、ブラジルでは「ジンガ」と呼ぶ。また、才能を持っているの現す表現で「ジンガを持ってる」という言葉がある。
ブラジルには、黒人奴隷が始めた格闘技とダンスをミックスしたようなスポーツで「カポエイラ」というものがある。「ジンガ」は、この「カポエイラ」の動きに非常によく似ている。サンバはアフリカの音楽の影響を強く受けてるが、「ジンガ」はサンバを踊る上体の動きとも似ている。つまり、「ジンガ」はもとを正せば黒人と特有のリズミカルな動きなのだ。しかしブラジルでは黒人選手の影響から白人選手のこの「ジンガ」の動きを取り入れるようになり、現在では人種にかかわらずブラジル選手に共通する動きとなっている。

## 選手育成
ブラジルはこれまでペレ、ガリンシャ、ジーコ、ロマーリオ、ロナウド、リバウド、ロナウジーニョ、ネイマールと言った世界的な名選手を輩出してきた。「タレントの宝庫」と呼ばれ、「汲めども汲めども尽きることのない才能の泉」として世界中から憧れを向けられてきた。「ブラジル人は、生まれながらにしてサッカーの才能がある。だから、ブラジルでは空き地や路上から自然にスーパースターが生まれてくる」という人もいる。
ブラジル人が空き地や路上やビーチでボールを蹴ってテクニックを身につけるというの間違いではない。しかしながら、ブラジルにはブラジルなりにサッカー選手を育てる環境があり選手の育成システムがある。
ブラジルにはどんな田舎に行っても、カトリック教会とサッカーグラウンドだけはある。すべてのサッカースクールとサッカークラブを合わせると数万はあると言われており、ブラジルサッカー協会（CBF)によればプロのサッカークラブが約800、プロのサッカー選手が約1万1000人おり、そのうち2000人が外国のクラブでプレーしているという。
サッカーと言っても11人制のサッカーだけではない。室内で行う「フッチボール・デ・サロン（フットサル）」の選手人口は11人制のサッカー以上でプロリーグもある。ビーチで行う「フッチボール・デプライア（ビーチサッカー）」「フッチボレー（フットバレー）、7人制でおこなう「ソサエチー」などいろいろな種類のサッカーがプレーヤーの体力や技術や使えるスペースに応じて行われている。こうして、広いブラジルの津々浦々で子供から大人までサッカーを楽しんでいる。だから、子どもたちはボールを蹴ったり止めたりといった基本テクニックは小さい頃に覚えてしまう。
一方、プロを目指すものは6、7歳くらいからサッカースクールやサッカークラブに入って本格的な指導を受ける。サッカースクールは安い月謝で誰でも入団できる。下は4、5歳から上は17歳くらいまで、年齢別、レベル別にチームが編成されてプロコーチの指導を受ける。サッカースクールで練習して、うまくなってからサッカークラブの入団テストを受ける者も多い。
サッカークラブには、月謝を取って教える「エスコリーニャ」（サッカースクール）と、月謝を取らず逆に一切の用具を支給してクラブ丸抱えで選手を養成していく「チーム」（プロ予備軍）がある。一般のサッカースクールと同様、「エスコリーニャ」には月謝さえ払えば誰でも入団できる。しかし「チーム」に入るには入団テストがある。入団テストには、数百人の子どもたちを集めて選抜する集団テスト方式と、めぼしい子供が現れるとテストする個別テスト方式がある。最近のビッグクラブはブラジル全土に「オリョイロ」と呼ばれるスカウトを配置しており、「オリョイロ」が地域のめぼしい子供をクラブに推薦して、クラブがそのたびに入団テストを行うことが多くなっているという。
「チーム」は年齢別のカテゴリーに分かれる。「デンデ・デ・レイチ」（12歳～13歳）、「インファルチル」（13歳～15歳）、「ジュベニール」（15歳～17歳）、「ジュニオール」（17歳～20歳）である。ビッグクラブではそれぞれのカテゴリーにだいたい30人から50人くらいの選手がいる。プロのコーチ、フィジカルトレーナー、GKコーチなどが指導する。土曜日と日曜日にはカテゴリー別の公式戦があり、そこで選手たちは実戦経験を積む。
上のカテゴリーに上がるたびに選別は厳しくなる。「インファルチル」から「ジュベニール」に上がれる子は半分より少し多いくらいとなり、代わりに入団テストを受けて入ってきた子供が補充される。「ジュベニール」から「ジュニオール」に上がれるのはせいぜい半分程度で、残りは入団テストによって補充される。「ジュニオール」の選手で、クラブとプロ契約を結んで「アスピランチ」呼ばれる二軍あるいはトップチームに入れうのは数人に1人だけである。
ブラジルでは、20歳までにプロ契約を結べなければクラブを退団することになる。どこのクラブともプロ契約を結んで貰えない場合は、サッカー選手を諦めて他の職業を探すしかない。

## 代表チーム
ブラジルのナショナルチームは世界サッカーをリードする名門国で、FIFAワールドカップは1930年の第1回・サッカーのウルグアイ大会から2014年のブラジル大会まで全大会に出場し、5回の世界チャンピオンに君臨している。
オリンピックについては、プロ選手の出場が長らく禁止されていたため良い成績を上げておらず、プロ選手の出場が解禁された1984年のロサンゼルス五輪以降も金メダルには届いていなかった。南米の出場枠が2と、南米地域の実力に比して少ないこともあり、1992年のバルセロナ大会に次いで2004年アテネ大会も出場を逃している。また1996年のアトランタ大会では日本代表に伊東輝悦（清水エスパルス）のゴールに拠る大金星を献上してしまった（マイアミの奇跡）。しかし、2016年のリオ大会でついに初の金メダルを獲得した。
女子代表も世界上位の実力を持っており、2017年現在FIFA女子ワールドカップで1回（2007年）、オリンピックで2回（2004年・2008年）準優勝の座を得ている。ただしいずれも優勝は経験していない。FIFA女子ランキングは2008年9月に3位に上昇し、その後2位にもなっている（2009年3月・6月）。2017年11月現在は3位。

## 国内大会
ブラジルの国内大会は、全国リーグと州リーグ（州選手権）・ブラジルカップの3つの大会に大別でき、州リーグとその優勝チームによるブラジルカップはカップ戦（オープンカップ）と位置付けられている。
ブラジルサッカーの年間スケジュールは複雑である。年の前半はブラジル全土の州選手権もしくは連邦直轄区選手権が行われる。ほか、カップ戦である「コッパ・ド・ブラジル」が行われる。その上、強豪クラブにはリベルタドーレス杯がある。年の後半にはブラジル全国選手権があり、ビッグクラブには「メルコス」の5カ国に20クラブによるコッパ・メルコスルがある。これらの大会全てに出場するクラブともなれば、年間百前後の試合をこなす者が出てくるなど過密日程が問題になっている。
そもそも、全国選手権だけでなく州選手権もおこなうからこんな過密日程となってしまうのである。しかし、一般にブラジルのファンは遠い地域のチームとの対戦よりも同じ州とりわけ同じ街のチームどうしの対戦（ダービーマッチ）を好む。また、州ごとに選手権が行われていることがブラジル全土のクラブの選手たちに高いレベルの試合を経験する機会を与え、ひいてはブラジルサッカーの選手層の厚さを保っている側面がある。それにもし州選手権を廃止したら地方の少クラブの多くはたちまち財政難で消滅してしまうだろう。このため、州選手権を廃止することは各州のサッカー連盟が強く反対している。

### 全国リーグ
ブラジルの全国リーグ「カンピオナート・ブラジレイロ」（日本語ではしばしば「ブラジル選手権」、または「ブラジル全国選手権」と言及される。）は、1971年の発足来、毎年大会の運営方法やチーム数がマイナーチェンジされてきたが一般的には、1次リーグは1回戦総当り、上位クラブによる決勝トーナメントは2回戦（ホーム・アンド・アウェー）方式という特異な方式で行われていた。
ところが、2003年のシーズンから他の国と同じように完全ホーム・アンド・アウェー方式が実施されるようになった。2005年シーズンの場合は22クラブの2回総当りで順位を決定し、決勝トーナメントをしないで勝ち点の多いクラブが優勝。下位の2クラブが2部リーグに陥落するという仕組であった。クラブ数は2003年と2004年が24クラブだったが、2005年は22クラブ、2006年から20クラブに縮小した。クラブ数を除いて前年と同じ大会要領で開催されるのは2004年のシーズンが初めてのことだった。現在では上位の4クラブが原則、南米のクラブチャンピオンを決めるリベルタドーレス杯に出場する権利を得、下位の4クラブが2部に降格する仕組みとなっている。
このカンピオナート・ブラジレイロは1980年代初期の頃、地方のクラブにも積極的に参加してもらうことをブラジルサッカー連盟が提案したため、実に80を超えるクラブが1部リーグに参加する拡大路線を進めた（この影響で1972年から1979年は、2部リーグが休止された。）。しかし、これにフラメンゴ、サンパウロFCをはじめとする多くの主力クラブが猛反発し、1979年のリーグ戦では一部のクラブが出場辞退、1987年には主力クラブ主催による16クラブのコッパ・ウニオン大会とそれ以外の地方クラブを中心としたブラジルサッカー連盟主催の16チームによる2つの1部リーグが乱立するという事態が起きてしまった。
その後、両者が歩み寄りを進めて1988年度以後はクラブ数を減らして20クラブ前後による1リーグ制で開催するようになっていった。
チーム数一覧
- カンピオナート・ブラジレイロ・セリエA（1部リーグ）20クラブ
- カンピオナート・ブラジレイロ・セリエB（2部リーグ）20クラブ
- カンピオナート・ブラジレイロ・セリエC（3部リーグ）20クラブ
- カンピオナート・ブラジレイロ・セリエD（4部リーグ）40クラブ

※昇・降格や試合方式はカンピオナート・ブラジレイロの項、及び各ディビジョンごとの記事に詳述している。

### 州リーグ
州リーグ（州選手権, ポルトガル語: Campeonatos Estaduais）はブラジルで古くから行われている伝統ある大会で、特に強豪ひしめくサンパウロ州とリオデジャネイロ州の州リーグ戦に人気が集まっている。中でもリオ州のフラメンゴとフルミネンセ、サンパウロ州のサンパウロFCとコリンチャンスの対戦は全国リーグも含めて「ナショナルダービー」と称される人気カードである。ブラジルには各27州全てに州リーグがあり、この点もブラジルが王国と言われるゆえんである。
日本の雑誌などでは州リーグと全国リーグ（ブラジル選手権）が直結しているように表現されることがあるが、全く別の大会であり、それぞれが別個対等の価値を持っている。
各州リーグの名称
- アクレ州 - カンピオナート・アクレアーノ (Campeonato Acreano)
- アラゴアス州 - カンピオナート・アラゴアーノ (Campeonato Alagoano)
- アマパー州 - カンピオナート・アマパエンセ (Campeonato Amapaense)
- アマゾナス州 - カンピオナート・アマゾネンセ (Campeonato Amazonense)
- エスピリトサント州 - カンピオナート・カピシャーバ (Campeonato Capixaba)
- ゴイアス州 - カンピオナート・ゴイアーノ (Campeonato Goiano)
- セアラ州 - カンピオナート・セアレンセ (Campeonato Cearense)
- サンタカタリーナ州 - カンピオナート・カタリネンセ (Campeonato Catarinense)
- サンパウロ州 - カンピオナート・パウリスタ (Campeonato Paulista)
- セルジッペ州 - カンピオナート・セルジパーノ (Campeonato Sergipano)
- トカンチンス州 - カンピオナート・トカンチネンセ (Campeonato Tocantinense)
- バイーア州 - カンピオナート・バイアーノ (Campeonato Baiano)
- パラー州 - カンピオナート・パラエンセ (Campeonato Paraense)
- パライバ州 - カンピオナート・パライバーノ (Campeonato Paraibano)
- パラナ州 - カンピオナート・パラナエンセ (Campeonato Paranaense)
- ピアウイ州 - カンピオナート・ピアウイエンセ (Campeonato Piauiense)
- 連邦直轄区 - カンピオナート・ブラジリエンセ (Campeonato Brasiliense)
- ペルナンブーコ州 - カンピオナート・ペルナンブカーノ (Campeonato Pernambucano)
- マットグロッソ州 - カンピオナート・マトグロッセンセ (Campeonato Matogrossense)
- マットグロッソ・ド・スル州 - カンピオナート・スル＝マトグロッセンセ (Campeonato Sul-Matogrossense)
- マラニョン州 - カンピオナート・マラニェンセ (Campeonato Maranhense)
- ミナスジェライス州 - カンピオナート・ミネイロ (Campeonato Mineiro)
- リオデジャネイロ州 - カンピオナート・カリオカ (Campeonato Carioca)
- リオグランデ・ド・スル州 - カンピオナート・ガウショ (Campeonato Gaúcho)
- リオグランデ・ド・ノルテ州 - カンピオナート・ポティグァル (Campeonato Potiguar)
- ロンドニア州 - カンピオナート・ロンドニエンセ (Campeonato Rondoniense)
- ロライマ州 - カンピオナート・ロライメンセ (Campeonato Roraimense)

上記の大会（ブラジルカップ予選を兼ねる）とは別に、周辺の州などをまたぐ地域カップ戦も存在する。こちらは現在は全国カップ戦への出場資格は付与されていないが、2000年から2002年にはこの地域カップ戦上位入賞チームによって、もう一つの全国カップ戦である「コパ・ドス・カンピオンイス」という大会があり、上位入賞すればコパ・リベルタドーレスの出場権が与えられていた。
- カンピオナート・ド・ノルデステ - 東北部のクラブによる大会
- コパ・セントロオエステ - 中西部のクラブによる大会
- コパ・ノルテ - 北部のクラブによる大会
- コパ・スル＝ミナス - 南部とミナスジェライス州のクラブによる大会
- トルネイオ・リオ＝サンパウロ - リオデジャネイロ州とサンパウロ州のクラブによる大会

### カップ戦
州リーグの予選リーグ終了後「コッパ・ド・ブラジル」（日本ではしばしば「ブラジル杯」と言及される）という大会が行われている。これは州リーグ戦の前年度の上位クラブの32クラブがホーム・アンド・アウェートーナメント（2試合のスコアを基にして勝敗を決する）で優勝を争うが、強豪チームが南米クラブ選手権に出場し、本戦に出場しないためにリーグ戦ほど盛り上がらないのが現状のようだ。
このコッパ・ド・ブラジルは1959年から1968年にも、これと同じように州リーグの優勝クラブが集結したタッサ・ブラジルと題されたトーナメントを行って優勝を決めていたが、当時は全国リーグ戦の組織がなかったため実質的にはこの大会で優勝したチームがブラジルナンバーワンクラブの称号を得ていた。その後全国リーグの発足で一旦消滅したが1989年から再開されている。

## 人種とサッカー

### 歴史的背景
議論する際の重要な問題として人種が現れる。個人の社会経済的地位、民族的アイデンティティ、および家族の背景（ブラジルの人種と密接に関連する重要な要素）は、スポーツの発展を通じて大きく関与した。トランシルバニア大学の歴史教授であるグレッグ・ボッケッティは、著作「美しいゲームの発明：サッカーと現代ブラジルの創造」で、サッカーが全国でスポーツを展開する過程で参加者の人種的アイデンティティをどのように取り入れたかを説明した。著者によると、サッカーは、社会的および経済的特権を持つ白人男性のみを支持するヨーロッパのスポーツとしてブラジルで初めて紹介された。
ブラジル生まれのスコットランド出身のチャールズ・ミラーは、サウサンプトンの寄宿学校に通いながらスポーツをすることを学び、スポーツ内のこの永続的な階層を擁護し、イギリス駐在員サンパウロ・アスレチック・クラブのメンバーとミラーのゲームを担当するブラジル人の知人で構成された。さらに、ミラーのビジョンはサッカーを「ヨーロッパの基準に従ってブラジルを改善するための効果的なツールであると考えた...そしてユーロ中心主義と社会的排他性によって注入された。」とりわけ、「サッカーは19世紀後半のブラジルの上流階級」であると伝えられている。
20世紀初頭を通じて人種的排他性は存在し続けていたが、人種的少数派に対するスポーツの認識に大きな変化があった。バルガス政権の下、サッカーは参加者の範囲を拡大した。1930年代に、ブラジルの前大統領であるGetúlioVargasは、サッカーがブラジルの人々を単一の民族として統一するための効果的なツールとして役立ったという全国的なナショナリズムを促進する政策を発表した。これにより、ブラジルの代表チームは海外の国際試合に出場することができた。その間、管理者はチームを「彼らの経歴に関係なく最高の選手で代表する」べきだと考えた。公に認められたゲームの才能でもあった。1936年のジャーナル・ドス・スポーツの作家であるマリオ・フィリョは、「サッカーには人種差別のごくわずかな影すら存在しなかった」と述べた。対照的にボッケッティは、除外は1930年代を通じて深く組み込まれていた。ブラジルのサッカークラブは1930年代から1940年代にかけて参加者の独占性を高めるために、サッカーのアマチュアリズムを確立した裕福なバックグラウンドを持つ特権的な白人管理者によって組織され、管理されていたためである。

### 人種差別
非白人のサッカー選手はより高いレベルのサッカーに参加する機会があったが、ブラジルのサッカーコミュニティでは依然として人種差別が深刻な問題であった。ブラジルのサッカーがさまざまな人種、民族、および社会的背景を持つ参加者とともに国有化および普及したスポーツになる前に、このスポーツは「ブラジルを白人およびコスモポリタンとして宣伝した」。重要な政治的人物は代表的な側面を構築する際に個人の人種、階級、および地域を考慮した。
ボッケッティは、人種的ヒエラルキーに関してヨーロッパ人は白人ではないサッカー選手を劣っていると認識し、人種的マイノリティのサッカーへの参加を肉体労働であり、下層階級の排他的であると考えたと主張する20世紀初頭、リオデジャネイロの有名なサッカークラブは、白人以外のプレイヤーがリーグトーナメントに参加することを禁止した。
この些細なことは、非白人のサッカー選手が本質的に劣っていると描写されている現代社会全体にわたって続いている。たとえば、さまざまなメディアの報道によると、白人ではないブラジル人のサッカー参加者は依然として人種差別を受けている。ネイマールはのちのインタビューで、自ら猿と呼んだコーチやファンとの対立を共有した。同様に、白人ではないサッカー選手はしばしばサルと呼ばれ、人種に基づいてアイデンティティを低下させる。[30]さらに、パウリスタクラブのゴールキーパーであるアランハは、観客からの人種差別的虐待の対象になった[31]。ブラジル代表チームの元ゴールキーパーであるジーダおよびマルシオ・シャガス・ダ・シルバもそうだった。2014年、ブラジルのサッカーの試合で12の人種差別事件が報告された。

### 人種的動員
白人ではないサッカー選手にとって、彼らの社会的特権とサッカーを通じて得られた謝辞は、彼らが本来の遺産にもかかわらず人種的流動性を実践することを可能にした。1930年代、サッカーの国有化により、白人以外のサッカー選手が社会的動員を体験できるようになった。しかし、20世紀初頭のブラジルのサッカーの専門化は、豊かなバックグラウンドを持つ個人を厳密に優先した。したがって、非白人のサッカー選手は、社会経済的地位を上げた後、メンバーが政治的、社会的、および経済的に影響を与える排他的な環境に慣れていた。たとえば、アフリカとヨーロッパの伝統を持つブラジルのサッカー選手であるアーサー・フリーデンライヒは、1910年代にサッカーのスキルを実証することで、社会的流動性を高めた。しかし、彼は自分を非白人とは分類しなかったが、「ブラジルのエリートによって伝統的に受け入れられた」色だったので、むしろ白として識別されることを好んだ。
さらにロベルト・カルロス、リヴァウド、ロナウド、ロナウジーニョ、カカ、ネイマールなどの現代社会で世界的に有名なサッカーのスターは、人種的に黒ではなく白と特定されることを拒否した。これらのプレイヤーの真の意図の問題を追跡して請うことは不可能である。白人以外のサッカー選手が声明のために直面する問題とは異なり、白人のブラジルのサッカーのスターであるカカは、その人種に関して内外の対立がない誠実なクリスチャンで献身的な父親として描かれている。対照的に、人種を異なって特徴づける人々は裏切り者であり不誠実な人物として描かれている。The Times of Indiaによると、人類学者と社会学者は、ブラジルの人種的マイノリティが、恵まれない環境や開発されていない環境から分離するために上向きに動員される傾向があることを実証するための調査を実施した。これに関連して、サッカーのスターは同様のプロセスを示しており、自分自身を白と分類することで強力な人物として特定されることを好んだ。例えば、アーリオ・フリーデンライヒについて書いたマリオ・フィリョは「ブラジルの黒人は黒人になりたくない」と書いたため、多くのブラジル人は「黒人が国を代表するべきだとは思わなかった」。